# Les troianes

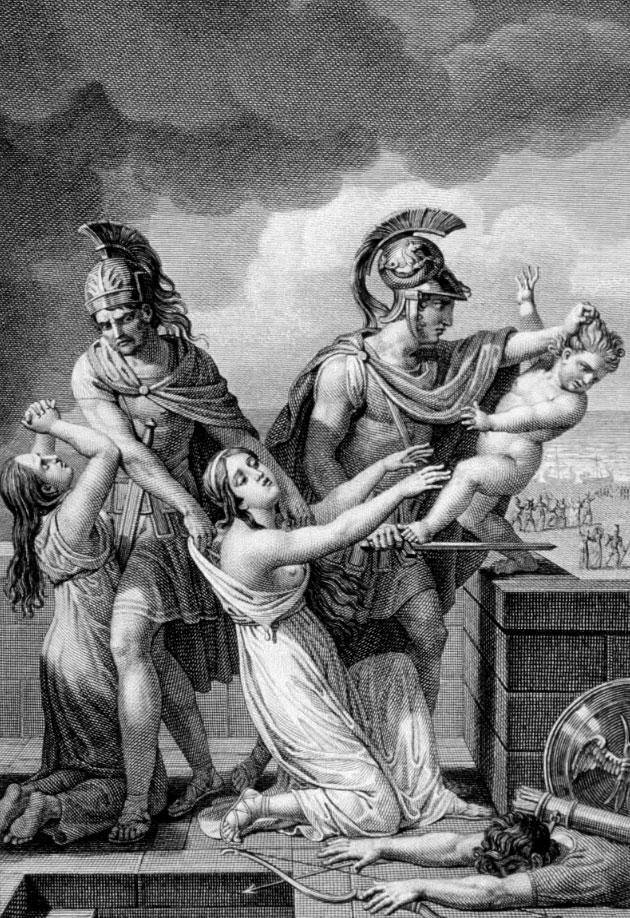
Ulisses tira Astíanax de les muralles davant la impotència d'Andròmaca

Les troianes (en grec: Τρωάδες) és una tragèdia escrita pel dramaturg grec Eurípides.

## Personatges
- Posidó
- Atena
- Hècabe
- Cor de dones troianes
- Taltibi
- Cassandra
- Andròmaca
- Astíanax
- Menelau
- Helena

## Antecedents
Formava part d'una tetralogia que estava formada per les tragèdies Alexandre i Palamedes, i pel drama satíric Sísif.
Fou representada en les Dionísia el 415 aC. Va obtenir el segon lloc, rere una tragèdia de Xenocles d'Atenes el Vell.
D'Alexandre i Palamedes no en queda gaire cosa. Alexandre tractava del fill de Príam i Hècabe, Paris, anomenat també Alexandre. Cassandra, l'endevina que tenia per càstig que ningú mai no cregués els seus pronòstics, profetitzà que Troia seria destruïda si Paris vivia. Per això, Hècabe i Deífob intenten matar-lo. És recollit, però, per un pastor, que el salva.
De Palamedes, hom sap que el seu protagonista fou el mític inventor de l'escriptura. A Troia va ser objecte d'un engany, algú deixà a la seva tenda una nota falsa de Príam, l'enemic dels aqueus a Troia, amb diners. És condemnat per traïció. Palamedes escriu unes línies en un rem, per fer saber al seu pare Naupli el seu destí. El pare es venja dels grecs, incendiant el promontori de Cefarea, perquè creguin que es tracta d'un port i així naufraguin a la costa.

## Argument
La flota grega està a punt de salpar de Troia, després d'haver-la destruïda, i fan un sorteig amb les troianes presoneres.
Hècabe mostra la desesperació dels vençuts, i va preguntant el destí de cada dona. Andròmaca, la dona d'Hèctor, ha estat assignada al fill d'Aquil·les; Hècabe, a Odisseu; Cassandra, a Agamèmnon; Políxena ha de ser sacrificada a la tomba d'Aquil·les.
Els grecs decideixen matar el fill d'Andròmaca i Hèctor, Astíanax, bo i llançant-lo de les muralles de Troia estant. Menelau aleshores apareix per endur-se Helena.

## Traduccions al català
- Eurípides. Tragèdies vol. II: Hècuba; La follia d'Hèrcules; Les Suplicants; Ió; Les troianes; Ifígenia a Tàurida. Traducció de Carles Riba. Barcelona: Curial, 1977. ISBN 847256097X
- Eurípides. Les troianes. Introducció, traducció i notes de Ricard Torres i Ribé. Madrid: Ediciones Clásicas, 2005, 84 p. ISBN 9788478825622